# Franz von Habermann
Franz von Habermann, také František šlechtic Habermann nebo František z Habermannů (17. prosince 1788 Praha, 2. března 1866 Vídeň) byl rakouský státní úředník a malíř romantických scén s bitvami či krajinomalbou.

## Život

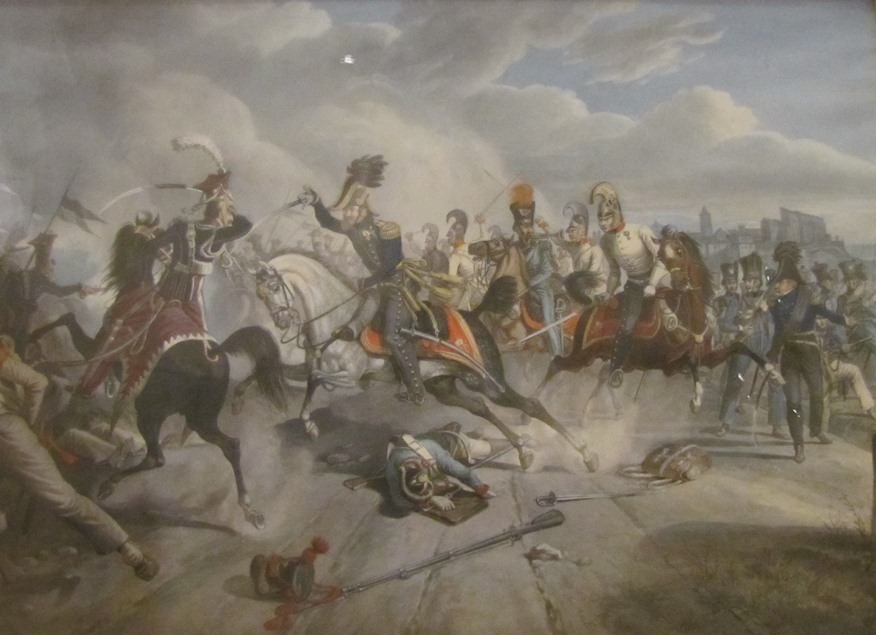
Přepadení Cesenatica, 1823

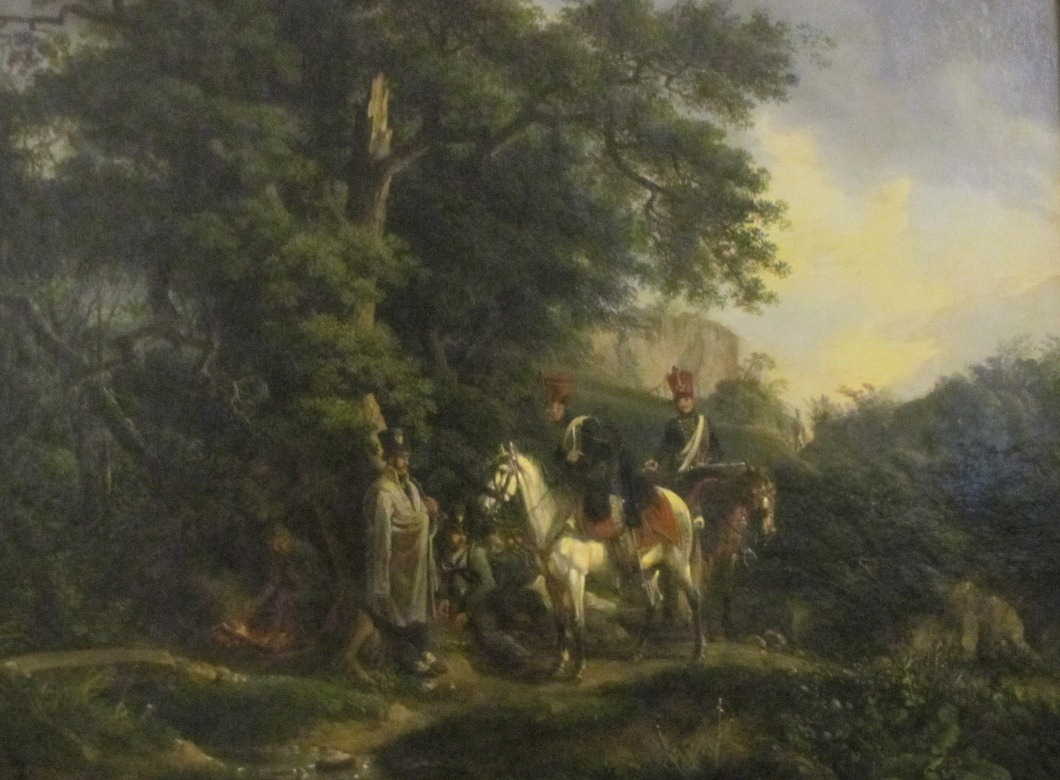
Polní stráž s myslivcem a husarem

Franz von Habermann se narodil v Praze jako poslední ze tří synů pražského výběrčí daní Ignáce Tadeáše Habermanna, který byl za své služby monarchii roku 1795 povýšen do šlechtického stavu.. Jan Bohumír Dlabač zaznamenal, že Karel, Ignác a František Habermannovi studovali v Praze kreslení a filozofii, a že kreslil také jejich otec. Ignác kreslil české hrady a později odešel do Vídně studovat medicínu. Karel kreslil také, stal se vojákem  a sloužil v Itálii,, v Českých Budějovicích a v Praze. František se stal vysokým c. a k. úředníkem habsburské monarchie, ministerským radou. Zároveň se proslavil jako malíř bitevních scén a krajinář. Zemřel ve Vídni v 77 letech a byl pohřben v Grinzingu.

## Dílo
V oboru výtvarného umění byl diletant, autodidakt. Přesto se Habermann stal natolik uznávaným, že byl v roce 1835 jmenován akademickým radou na Akademii výtvarných umění ve Vídni a jeho obrazy byly mimo jiné vystaveny také v Berlíně na Akademii umění. Maloval olejovými barvami, většinou akvarelem. Jeho četné obrazy bitev, zejména z napoleonských válek, byly také reprodukovány technikou litografie či akvatinty v albech, která vydávala nakladatelství Antonína Pucherny v Praze či Matthias Trentsensky ve Vídni.
- Přepadení Ceseny, kvaš, 1823, Vojenské historické muzeum Vídeň ve Vídni
- Polní stráž s myslivcem a husarem], olej, 1822, Vojenské historické muzeum Vídeň ve Vídni
- Vojenská jednotka na pochodu, akvarel, [5]
- Krajina s vodopádem u jezera Obersee v Berchtesgadenu, akvarel, 1836 [6]

## Sbírky
- Reprezentativní kolekci jeho obrazů vlastní Vojenské historické muzeum ve Vídni (Heergeschichtliches Museum Wien).